# Pont Costanzo
Le pont Costanzo, ou viaduc d'Irminio, est un pont routier qui porte la route nationale 115 Sud Occidentale Sicula (section de la route européenne E45). Il est le plus haut viaduc routier de Sicile.

## Description
Le pont traverse la vallée du fleuve Irminio entre les villes de Raguse et Modica. Il est composé d'une série de piles en béton et de poutres transversales en acier. La longueur totale de l'ouvrage est de 956 mètres tandis que sa travée principale atteint une portée d'environ 180 mètres. Conçu par l'ingénieur Riccardo Morandi et construit par la Fratelli Costanzo Sp A, les travaux de construction s'étalent de 1975 à l'été 1984. La construction a coûté 20 milliards de lires.
Deux de ces piles figurent parmi les 10 plus hauts d'Europe, s'élevant à 132,5 mètres du haut des fondations à la face inférieure de la poutre-caisson. Au moment de son inauguration, ce fut le plus haut pont d'Italie et demeure toujours le plus haut pont de Sicile.